# 오스피치오 카바냐스
오스피치오 카바냐스(스페인어: Hospicio Cabañas)는 멕시코의 과달라하라 지역에 있는 궁전으로서 스페인의 식민 지배를 받았던 미주 지역에서 가장 오래되면서도 규모가 큰 궁전으로 꼽힌다. 유네스코 세계유산으로 등재되어있다.
궁전 건물은 1791년 과달라하라 주교의 명령에 따라 병원과 유아원, 사무소로 쓰일 목적으로 지어졌다. 1796년 과달라하라의 파견관으로 지명된 후안 루이스 데 카바냐스(Juan Ruiz de Cabañas)의 이름을 따서 현재의 이름이 지어졌으며 그녀는 후에 멕시코시티 출신의 유명한 건축가인 마누엘 톨사와 결혼하였다.
사실 톨사의 디자인은 파리와 마드리드의 건축 양식 그 중에서도 고전적인 건축 디자인에 기초하고 있다. 사각형으로 크게 틀을 잡고 164 m x145 m 크기를 유지하고 있다. 높이는 7.5m이며 1층 규모이다. 인근의 예배당은 보통 건물보다 두 배나 높이고 높은 건물로 지붕이 돔 형식이다.
1823년 카바냐스가 죽은 이후로 건축은 1829년까지 계속되었다. 오랜 기간 동안 군사 병영으로 쓰이다가 19세기 중반 이후로 20세기에는 병원으로 쓰였다. 1980년까지 카바냐스 문화 재단이 자매 학교를 함께 운영했던 것으로 알려져 있다.
내부의 장식물과 아름다운 건축 양식은 "불의 인간"이라는 별칭을 얻었을 정도로 이 공사를 맡은 호세 클레멘테 오로스코의 모든 역량이 발휘되었다. 그는 1936년~1939년까지 공사에 임했다고 한다.